# Ferdinand Ferjančič
Ferdinand Ferjančič, slovenski politični delavec, * 22. april 1895, Vipava, † 27. januar 1975, Trst.

## Življenje in delo
Že kot otrok je prišel v Trst, tu obiskoval ljudsko šolo in se izučil za tapetnika. Po izbruhu oktobrske revolucije so ga poslali s 97. tržaškim pehotnim polkom v Ukrajino; ko je dobil septembra 1918 dopust, je ostal v Trstu in se udeleževal protivojnih demonstracij. Ob požigu Narodnega doma je pomagal gasilcem pri reševanju tistih, ki so skakali iz goreče stavbe; pri tem so ga fašisti ranili. Leta 1923 je odprl lastno tapetniško delavnico. Že zgodaj se je vključil v politično delo, sprva v Jugoslovansko socialnodemokratsko stranko, potem v Komunistično partijo Italije in 1926 postal član njenega pokrajinskega odbora za Julijsko krajino. Fašistične oblasti so ga dvakrat zaprle in internirale na Tremitsko otočje. Po italijanski kapitulaciji je prišel v taborišče pri kraju Carbonara di Bari, kjer je bil predsednik Narodnoosvobodilnega odbora Jugoslavije in nato upravnik taborišča v Gravini in Puglia; sodeloval je pri organiziranju Prekomorskih brigad in italijanskega bataljona Gramsci. Po zavzetju Trsta je bil do odhoda jugoslovanske vojske komisar Delavskih zadrug za Trst, Istro in Furlanijo. Ko je jugoslovanska vojska odšla iz Trsta, se je vrnil v svojo tapetniško delavnico.